# 나리타 이혼
나리타 이혼(일본어: 成田離婚 나리타리콘[*])은 결혼한 지 얼마 안되는 남녀가 신혼여행을 계기로 이혼해 버리는 것을 가리키는 데 사용된 1990년대 후반 생겨난 일본의 신조어이다.

## 개요
신혼 부부가 신혼여행 중 서로의 관계가 악화되어 귀국하여 나리타 공항에 도착 후 이혼해 버리는 것을 말한다.